# 돌하르방 어드레 감수광
《돌하르방 어드레 감수광》은 제주MBC 표준FM(제주시 FM 97.9MHz, 서귀포시 FM 97.1MHz, 제주 서부지역 FM 106.5MHz, AM 774kHz)에서 종영 방송 된 제주사투리의 고발과 그리고 제주인들의 타고난 시사 풍자와 해학으로 다루는 시사 프로그램이다. 2014년 1월 24일 자로 27년만에 폐지되었다.

## 역대 방송시간
| 방송 채널      | 방송 기간                          | 방송 시간                             | 방송 분량 |
| -------------- | ---------------------------------- | ------------------------------------- | --------- |
| 제주MBC 표준FM | 1987년 1월 5일 ~ 1999년 3월 28일   | 매일 오전 7:55 ~ 8:00                 | 5분       |
| 제주MBC 표준FM | 1999년 3월 29일 ~ 2005년 10월 23일 | 매일 오전 8:30 ~ 8:35                 | 5분       |
| 제주MBC 표준FM | 2005년 10월 24일 ~ 2006년 3월 11일 | 매주 월요일 ~ 토요일 오전 8:30 ~ 8:35 | 5분       |
| 제주MBC 표준FM | 2006년 3월 13일 ~ 2014년 1월 24일  | 평일 오전 8:30 ~ 8:35                 | 5분       |

## 진행자
- 양기훈